# Arrondissement di Hasselt
L'arrondissement di Hasselt (in olandese Arrondissement Hasselt, in francese Arrondissement d'Hasselt) è una suddivisione amministrativa belga, situata nella provincia del Limburgo e nella regione delle Fiandre.

## Composizione
L'arrondissement di Hasselt raggruppa 18 comuni:
- As
- Beringen
- Diepenbeek
- Genk
- Gingelom
- Halen
- Ham
- Hasselt
- Herk-de-Stad
- Heusden-Zolder
- Leopoldsburg
- Lummen
- Nieuwerkerken
- Opglabbeek
- Sint-Truiden
- Tessenderlo
- Zonhoven
- Zutendaal

## Società

### Evoluzione demografica
Abitanti censiti
- Fonte dati INS - fino al 1970: 31 dicembre; dal 1980: 1º gennaio